# Saint-Martinien
 Saint-Martinien  là một xã ở tỉnh Allier thuộc miền trung nước Pháp.